# Yad Vashem

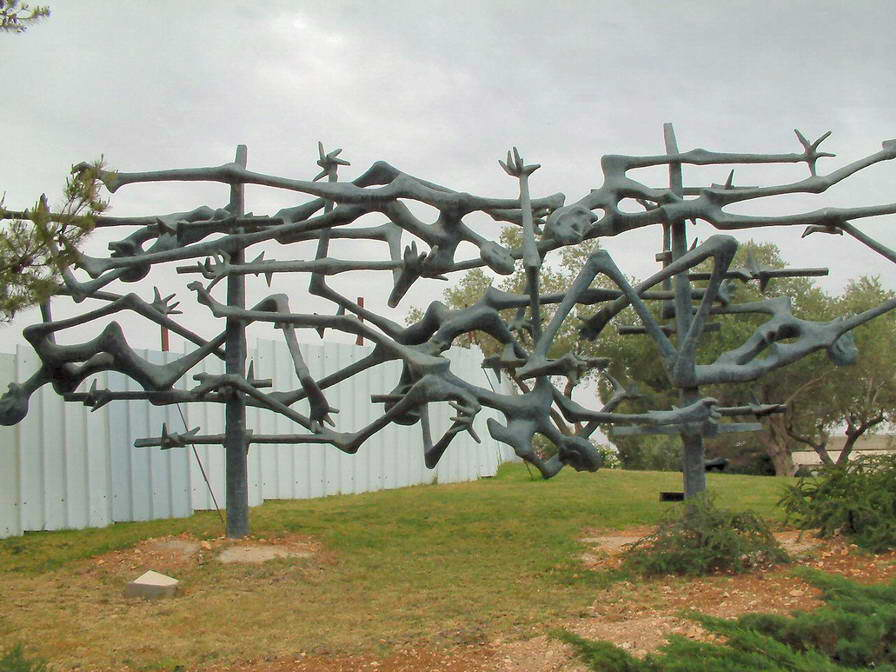
Het beeld "Torah" van Marcelle Swergold in Yad Vashem

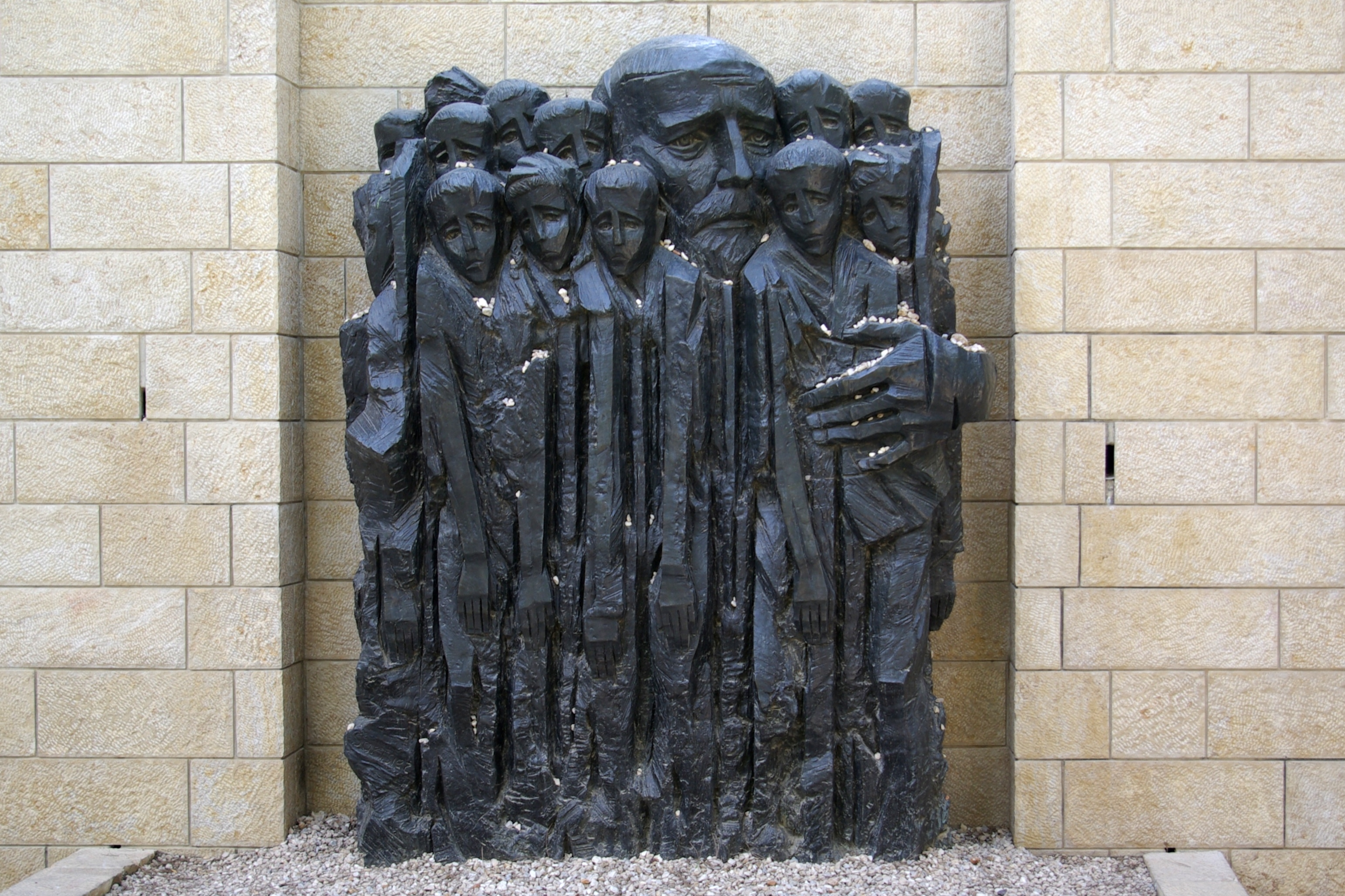
Monument "Janusz Korczak en de kinderen"
van Boris Saktsier

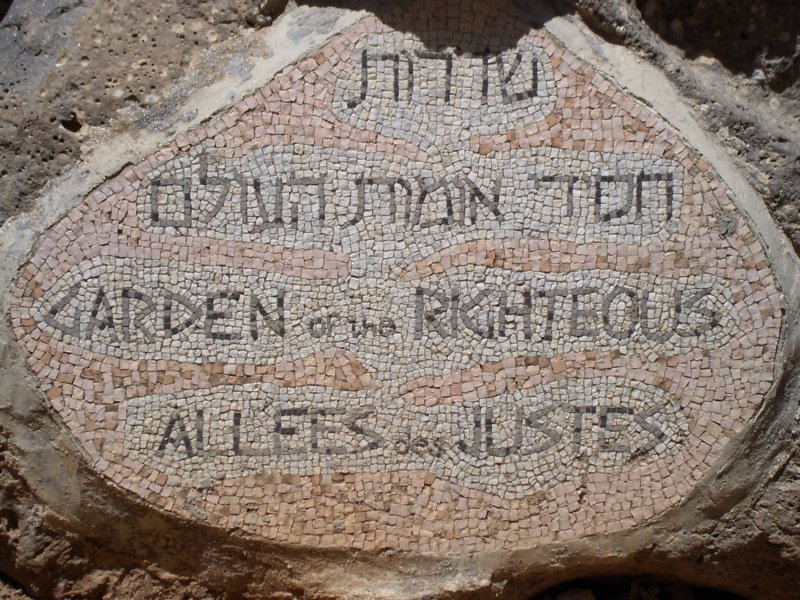
Tuin voor de "rechtvaardigen onder de volkeren"

Yad Vashem of Jad Wasjem (Hebreeuws: יד ושם) is de officiële staatsinstelling van Israël voor het herdenken van de Joodse slachtoffers van de Holocaust en de redders van Joden. De instelling is gevestigd in Jeruzalem. Yad Vashem betekent gedenkteken (lett.: hand) en naam en is ontleend aan Jesaja 56:5 in de Bijbel.
Het monument bestaat uit een herdenkingsruimte, een historisch museum, een "Hal van de Namen", een archief, een bibliotheek, het "Dal van de verwoeste gemeenschappen" en een park gewijd aan de mensen die een onderscheiding van Yad Vashem hebben ontvangen, de "Rechtvaardigen onder de Volkeren". Dat zijn allen niet-Joden die tijdens de vervolging Joden hebben gered.

## Achtergrond
In de joodse religie is het van belang dat het lichaam van de overledene na de dood begraven wordt en dat het graf ongeschonden blijft. Van vele Holocaustslachtoffers zijn echter geen stoffelijke resten overgebleven. Daarom heeft Yad Vashem een "Hal van de Namen" die bedoeld is om niet alleen te laten zien welke personen zijn vermoord, maar ook komen die namen in de plaats van een graf.
De instelling Yad Vashem werkt ook aan een historisch/geografische encyclopedie, de Pinkasei Hakehillot, van alle ca. 5000 Joodse gemeenschappen in Europa en Noord-Afrika die in de nazitijd geheel of gedeeltelijk zijn weggevaagd.

## Archief
In de archieven is de geschiedenis van de Holocaust (Hebreeuws: Sjoa) opgeslagen. Er worden fotomateriaal en duizenden filmtitels in vele talen bewaard. Verder herbergt het archief miljoenen pagina's documenten, van de nazi's, van individuele Joden en Joodse instellingen, bezittingen, processen, gedeporteerden en overlevenden. Het meeste van al dit materiaal kan door bezoekers worden bekeken.
Tienduizenden persoonlijke getuigenissen zijn op video gezet of op schrift gesteld. Deze getuigenisbladencollectie maakt sinds 2013 onderdeel uit van het Werelderfgoedlijst voor documenten.

## Beeldentuin
Tot de beeldencollectie, die op het terrein van Yad Vashem wordt tentoongesteld behoren sculpturen en gedenktekens van onder anderen:
- Kosso Eloul (The Eternal Flame, 1960)
- Naftali Bezem (From Holocaust to Rebirth, 1970)
- Ilana Gur
- Lea Michelson
- Hubertus von Pilgrim (Dachauer Todesmarsch, 1992)
- Nathan Rapoport (The Warsaw Ghetto Uprising en The Last March, 1976)
- Moshe Safdie (The Children's Monument en Memorial to the Deportees)
- Boris Saktsier (Janusz Korczak en de kinderen)
- Zahara Schatz (Six-branch candalabrum, 1960)
- Buky Schwartz (Gates, 1969 en The Pillow of Heroism, 1970)
- Shlomo Selinger (The Unknown Righteous Amoung the Nations, 1987)
- Marcelle Swergold (Torah) en Zadok Ben-David (For is the tree of the field man, 2003)

## Park

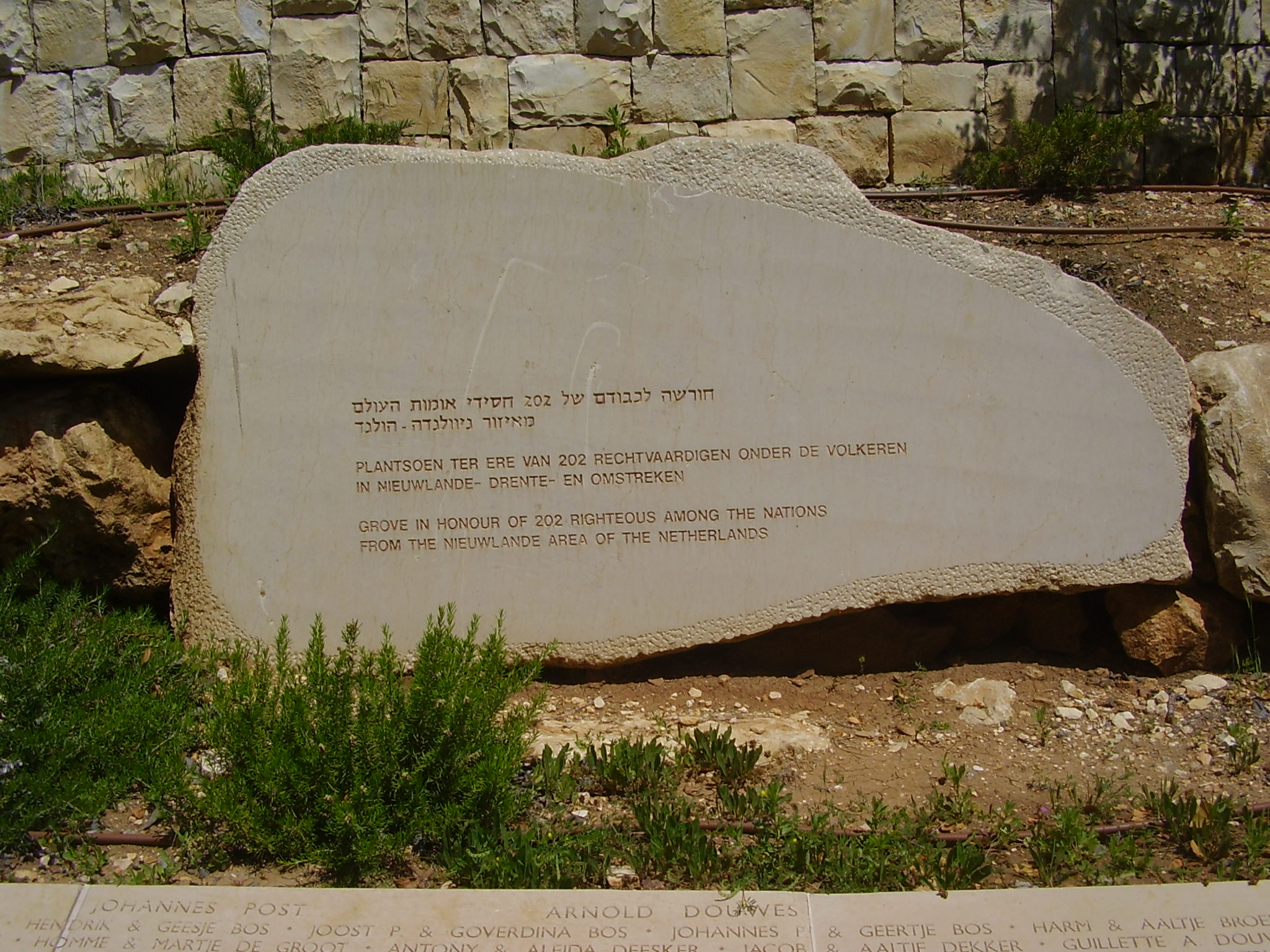
Monument voor Nieuwlande in het park van Yad Vashem

In het park bevinden zich onder meer een gedenkmuur, de Heldenzuil en verschillende kleinere monumenten ter herdenking van individuen of gemeenschappen die zich bijzonder hebben onderscheiden, waaronder het Drentse dorp Nieuwlande en de Februaristakers en de NV-groep van kinderredders. Yad Vashem herbergt ook informatie over de Zweedse diplomaat Raoul Wallenberg, Oskar Schindler en Sempo Sugihara.

## Geschiedenis van het instituut
Yad Vashem is opgericht op 19 augustus 1953, op grond van een wet die door de Knesset, het Israëlische parlement, is aangenomen.
In 2005 is Yad Vashem uitgebreid tot vier keer de originele grootte. Dit gebeurde na een tienjarige plan- en uitvoertijd, 60 jaar na het einde van de Tweede Wereldoorlog. De uitbreiding is gebouwd door de architect Moshe Safdie. De opening, op 15 maart 2005, werd bijgewoond door vele staatshoofden en regeringsleiders uit de hele wereld.
De enige internationale leider die bij de heropening het woord voerde was VN-topman Kofi Annan. Hij hield de vijftienhonderd genodigden voor dat 'een VN die niet in de voorhoede vecht tegen antisemitisme en andere vormen van racisme, haar geschiedenis ontkent'. "Die verplichting verbindt ons met het Joodse volk en met de staat Israël," zei Annan.

## België en Nederland in Yad Vashem
5711 Nederlanders en 1754 Belgen hebben een onderscheiding gekregen van Yad Vashem als "Rechtvaardige onder de Volkeren", omdat zij tijdens de Tweede Wereldoorlog een of meer Joden voor deportatie door de nazi's hebben behoed, bijvoorbeeld door hen bij zich thuis te laten onderduiken. 
Alléén uit Nederland zijn drie groepen door Yad Vashem geëerd: de verzetsgroep die Joodse kinderen redde NV, de Februaristakers en het Drentse dorp Nieuwlande, waar een collectief systeem voor onderduik bestond. De meest succesvolle redding is die door Truus Wijsmuller-Meijer, die 10.000 Joodse kinderen redde. Jan Zwartendijk was  een Philips-directeur in Litouwen die ongeveer 6000 Joden redde. Nederland is in aantal onderscheidenen de tweede na Polen met ruim 7000 onderscheidingen en daarmee relatief het land met de meeste onderscheidingen.
Hoeveel Joden er door de redders zijn gered, is niet duidelijk, omdat Yad Vashem dit over het algemeen niet publiceert. Yad Vashem benadrukt, dat de getallen van het aantal redders geen oordeel geven over de houding of daden van een volk, maar geheel afhankelijk is van de vrijwillige aanmelding door geredde Joden en bovendien de mogelijkheid om hun verhalen geverifieerd te krijgen. Wereldwijd zijn er tienduizenden mensen onderscheiden voor het redden van Joden.

### Terugzending onderscheidingen
Op 15 augustus 2014 maakte dagblad Haaretz bekend dat de 91-jarige Henk Zanoli zijn onderscheiding voor het redden van een kind teruggaf vanwege een bombardement in Gaza waarbij de achter-achterkleinkinderen van zijn moeder, hun oma, drie ooms, een tante en een nichtje omkwamen.
In 2016 ontdekte de zoon van verzetsheld Bastiaan Jan Ader dat voor zijn onderscheiding een bos met een gedenksteen was aangeplant op een in 1948 ontvolkt en verwoest Palestijns dorp. Hij sprak een aanklacht uit tegen het Joods Nationaal Fonds wegens etnische zuivering en misbruik van zijn vaders naam bij dit onrecht.
In juli 2025 maakte de zoon van Reintje Sijtsema, die een onderscheiding had gekregen voor het redden van Joodse gezinnen, bekend dat hij die onderscheiding terug zou sturen vanwege Israëls genocidale optreden in Gaza en op de Westelijke Jordaanoever: "Waar de onderscheiding voor staat - universele principes van menselijkheid en gerechtigheid verhoudt zich op geen enkele manier tot hoe Israël zich nu gedraagt."